# Aeroportul Wyndham
Aeroportul Wyndham (IATA: WYN, ICAO: YWYM) este un aeroport din Australia de Vest, Australia.
Situat la o altitudine de 4 m, aeroportul dispune de o singură pistă. Este operat de Shire of Wyndham-East Kimberley⁠(d).